# کریس اتکینسون
کریستوفر جیمز اتکینسون (انگلیسی: Chris Atkinson؛ زادهٔ ۳۰ نوامبر ۱۹۷۹) در بگا، نیو ساوت ولز، استرالیا) یک راننده رالی حرفه ای بود که در مسابقات رالی قهرمانی جهان بین سال‌های ۲۰۰۴ تا ۲۰۰۸ برای تیم رالی جهانی سوبارو رانندگی کرد. بهترین نتیجه او در مسابقات رالی قهرمانی جهان ایستادن در جایگاه دومی در رالی مکزیک ۲۰۰۸ و رالی آرژانتین است. اون همچنین دو سکو سومی در رالی‌های ژاپن ۲۰۰۵ و رالی مونت کارلو ۲۰۰۸ دارد.